# La collera di Dio
La collera di Dio (The Wrath of God) è un film del 1972 diretto da Ralph Nelson. La sceneggiatura, firmata dallo stesso regista, si basa sul romanzo The Wrath of God di James Graham,  di cui la London’s Cineman Films aveva acquistato i diritti prima che fosse pubblicato a Londra nel 1971.

## Trama
Un avventuriero, un prete pistolero e una donna indiana, dopo essere stati catturati dai rivoluzionari, sono costretti ad attentare alla vita di un tiranno locale.

## Produzione
Il film venne girato in Messico da metà novembre 1971 a inizio marzo 1972.
L'American Humane Association citò il film per presunto abuso di cavalli.
Questa pellicola rappresenta l'ultima apparizione sullo schermo di Rita Hayworth che sembra già all'epoca cominciasse a soffrire di deterioramento della memoria dovuto all'Alzheimer.